# Scuola bolognese di pittura

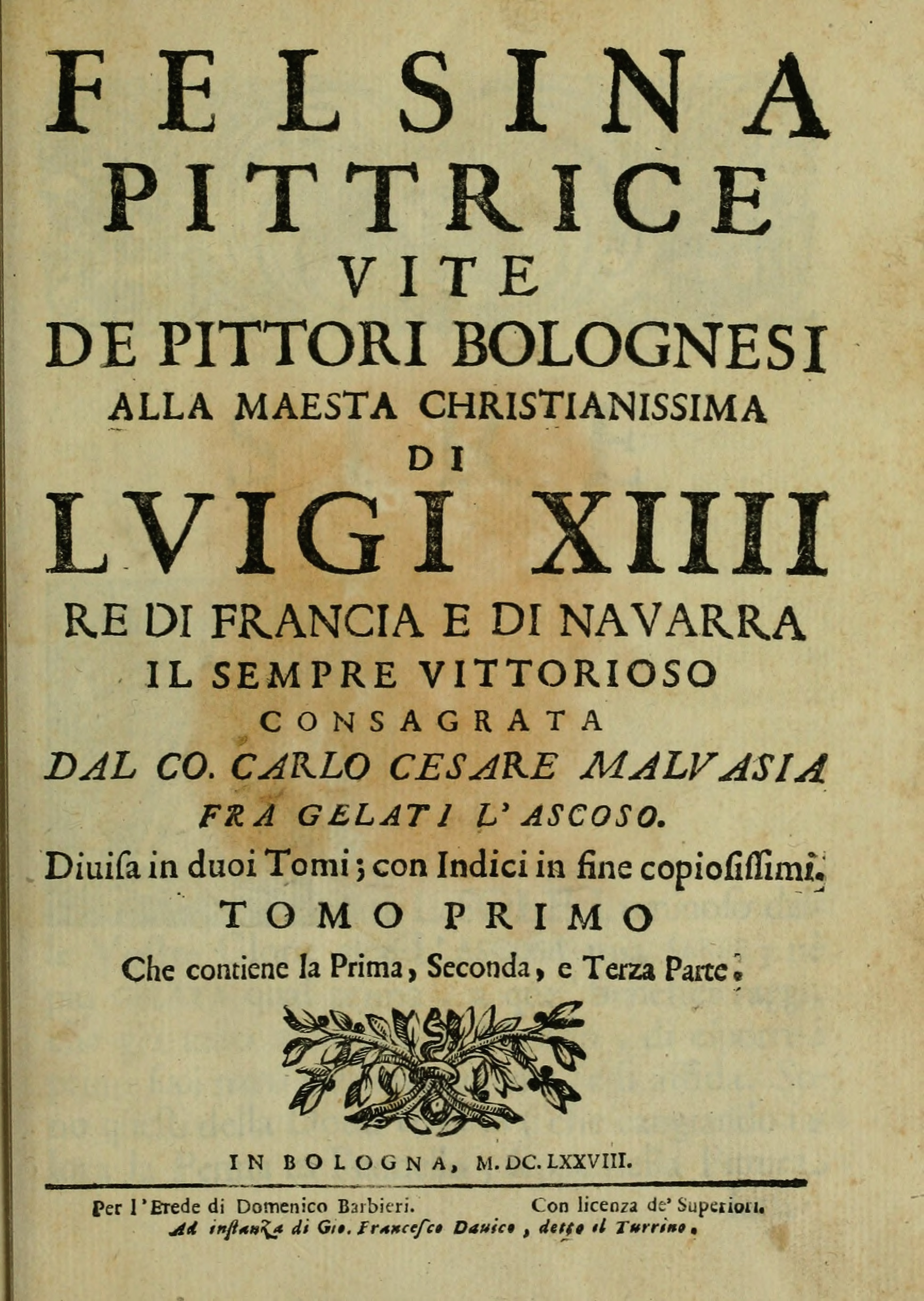
Frontespizio della prima edizione del 1678 di Felsina Pittrice del conte Carlo Cesare Malvasia

Con scuola bolognese di pittura si intende quel complesso insieme di pittori – accomunati dal luogo di origine o di intensa attività nella città di Bologna –, attivo continuativamente, con vicende e fortune molto diverse, dal XIV al XX secolo. Il nucleo di opere più significativo di tale scuola, è conservato presso la Pinacoteca Nazionale di Bologna.
Lo storico dell'arte Roberto Longhi è stato tra i primi studiosi ad aver operato, in epoca contemporanea, la sistematica riscoperta di una rilevante ed autonoma tradizione locale sin dal Trecento: nella sua celebre prolusione del 1934 in occasione dell'apertura dell'anno accademico dell'Università di Bologna, presso la quale era docente, delineava il cammino, caratterizzato da un filo comune, della pittura bolognese, partendo dalle opere dei primi maestri trecenteschi come Vitale da Bologna e Simone dei Crocefissi, per arrivare sino alla pittura di Giorgio Morandi, dal Longhi stesso considerato il più grande pittore figurativo del XX secolo.
Il periodo di maggiore fioritura e rilevanza a livello internazionale, è generalmente considerato quello tra il XVI e il XVII secolo, periodo dell'attività dei Carracci e dei loro allievi e discepoli, concentrata, soprattutto, tra Bologna e Roma.
Come il Vasari per la pittura toscana, anche Bologna può vantare un illustre storico e biografo locale: il conte Carlo Cesare Malvasia, autore dell'opera Felsina Pittrice, pubblicata a Bologna nel 1678.

## Trecento
I fattori che hanno per lungo tempo reso difficile il delineare, per questo secolo, una scuola pittorica locale dalle caratteristiche peculiari, sono individuati dal Longhi nella distruzione di molti dei cicli pittorici risalenti a quest'epoca, nonché nella pesante contraffazione delle opere stesse effettuata soprattutto a partire dal Seicento, spinta dal desiderio di nobilitare con nomi altisonanti opere di minori. 

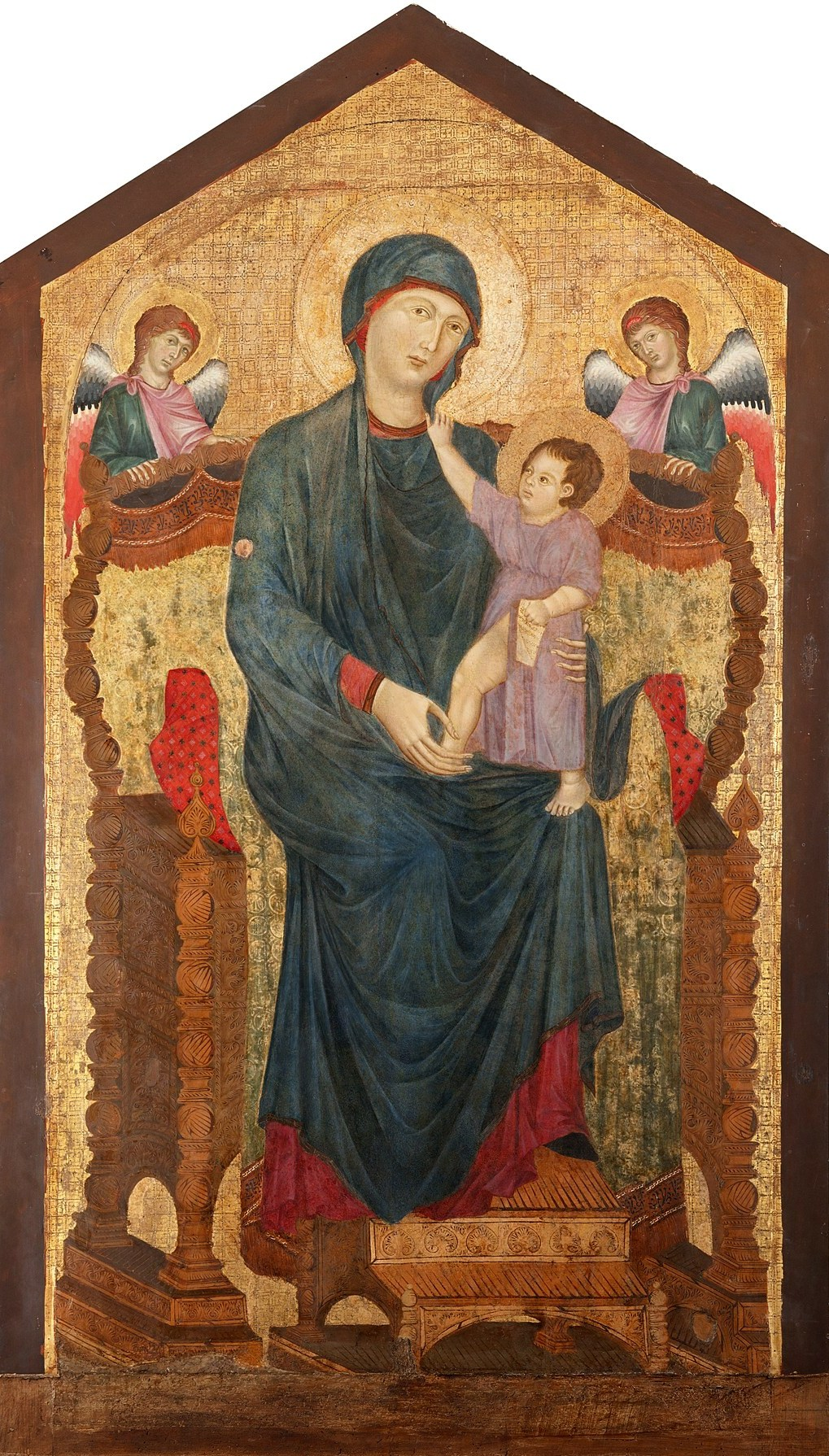
Cimabue o bottega, Maestà, Basilica di Santa Maria dei Servi, Bologna

All'inizio del Trecento, due importanti opere di scuola fiorentina erano presenti a Bologna: la Maestà di Santa Maria dei Servi, attribuita al Cimabue o alla sua bottega e databile attorno al 1280, e il Polittico di Giotto, databile attorno agli anni '30 del secolo, ed oggi conservato presso la locale Pinacoteca Nazionale. Nonostante la riconosciuta grandezza di tali artisti, Roberto Longhi nega la dipendenza della pittura bolognese del Trecento da quella toscana, e, anzi, identifica molteplici influenze atte a creare uno "spirito figurativo" locale: la scultura romanica emiliana, la pittura d'ispirazione bizantina di Venezia, la figurazione cortese di Simone Martini ad Avignone. Lo studioso individua il linguaggio della pittura bolognese del Trecento, nell'attitudine "sommamente icastica veristica asintattica, direttamente espressiva, talora persino espressionistica". 

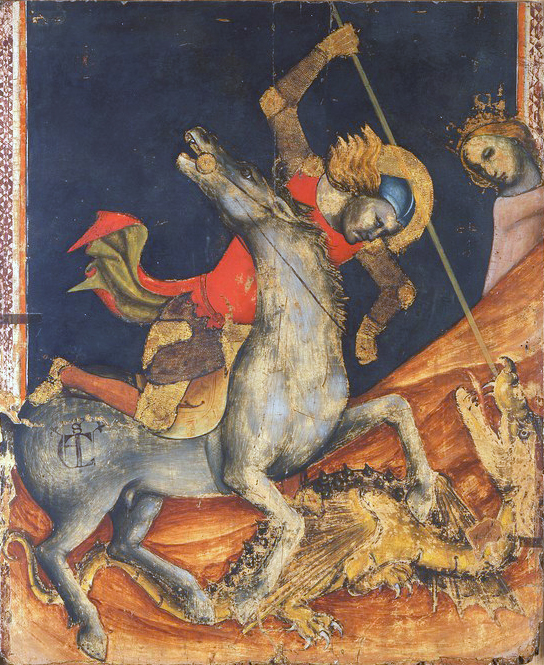
Vitale da Bologna, San Giorgio e il drago, Pinacoteca Nazionale di Bologna

Il principale interprete di questo linguaggio, è individuato in Vitale da Bologna, pittore attivo nella prima metà del XIV secolo, tra Bologna, Pomposa, dove lavorò agli affreschi presso l'Abbazia, e Udine, dove eseguì un ciclo di affreschi presso il Duomo. Roberto Longhi sottolinea l'importanza di Vitale come capostipite per la scuola bolognese, equiparandone il ruolo a quello svolto da Giotto per quella fiorentina o da Duccio per quella senese.
Tra le opere più rilevanti di Vitale, si segnalano, oltre ai suddetti cicli, gli affreschi originariamente eseguiti presso la chiesa di Sant'Apollonia di Mezzaratta e, dal 1963 – in seguito al distacco per motivi conservativi –, esposti presso la Pinacoteca Nazionale. Tale ciclo di affreschi – portato avanti, con la partecipazione di diversi artisti, dalla metà del XIV al XV secolo, è il più importante ciclo di affreschi del periodo gotico a Bologna. Oltre ai suddetti affreschi, il catalogo di Vitale include diverse tavole tra cui la Madonna dei denti di Palazzo Davia-Bargellini, la Madonna dei Battuti della Pinacoteca Vaticana, e il San Giorgio e il drago della Pinacoteca Nazionale.
Un'altra figura di rilievo è Simone di Filippo detto dei Crocifissi – soprannome attribuitogli dal Malvasia per la grande produzione di immagini del Cristo morente da esso lasciata –, autore del Polittico da San Domenico della Pinacoteca Nazionale e di serie di crocifissi distribuiti in molte delle chiese di Bologna.
Meritevoli di menzione anche Jacopo Avanzi – anch'egli attivo nella chiesa di Mezzaratta –, Dalmasio Scannabecchi – autore al quale è spesso associata la figura di uno Pseudo-Dalmasio molto attivo in Toscana, tra Pistoia e Firenze –, e lo Pseudo Jacopino, nome, quest'ultimo, a cui sono attribuite opere di diversa fattura, tra le quali alcune persino antecedenti l'opera di Vitale.

## Il Manierismo e i Carracci
Durante tutto il Quattrocento Bologna rimase piuttosto periferica rispetto alle scuole pittoriche rinascimentali emiliane, dominate da quella ferrarese della corte estense. È proprio sulla scorta di pittori formatisi in ambito ferrarese, come Lorenzo Costa, che nel Cinquecento emerse un gruppo di pittori bolognesi di assoluto rilievo, fra cui i più famosi furono Francesco Francia e Amico Aspertini. Lo stile eclettico di quest'ultimo marcò il passaggio in ambito bolognese al Manierismo.
Nel 1582 Ludovico Carracci e i cugini Annibale e Agostino fondarono a Bologna l'Accademia degli Incamminati, una scuola di pittura orientata alla rappresentazione del vero in chiave naturalistica, avvicinando la rappresentazione dei temi sacri agli aspetti semplici e persino umili della vita quotidiana. Tale corrente naturalista, sviluppatasi in parallelo a quella classicista accademica, verrà a fondersi con essa proprio sotto il magistero dei Carracci, aprendo la strada all'epoca d'oro del Seicento bolognese.

## Mostre sulla pittura bolognese
Importanti per la riscoperta della pittura bolognese, furono una serie di mostre organizzate tra il 1954 e il 1970, in occasione delle edizioni della Biennale d'arte antica promosse dalla Soprintendenza al fine di scoprire e rivalutare il ruolo dell'arte bolognese.
La prima mostra della serie, fu quella del 1954 su Guido Reni, ideata e curata da Cesare Gnudi e allestita dall'architetto Leone Pancaldi presso l'Archiginnasio di Bologna. Seguirono quella sui Carracci del 1956, quella sui Maestri della pittura nel Seicento emiliano del 1959 e quella sul Guercino del 1968.
Particolarmente importante, per il carattere riepilogativo, la mostra Da Cimabue a Morandi, organizzata nel 2015 presso il Palazzo Fava di Bologna e curata da Vittorio Sgarbi.

## Elenco di artisti

### 1301-1400
- Vitale da Bologna (1310-1360)
- Simone dei Crocifissi (1330-1390)
- Lippo di Dalmasio (1355-1410)
- Dalmasio Scannabecchi (1315-1374)

### 1401-1500

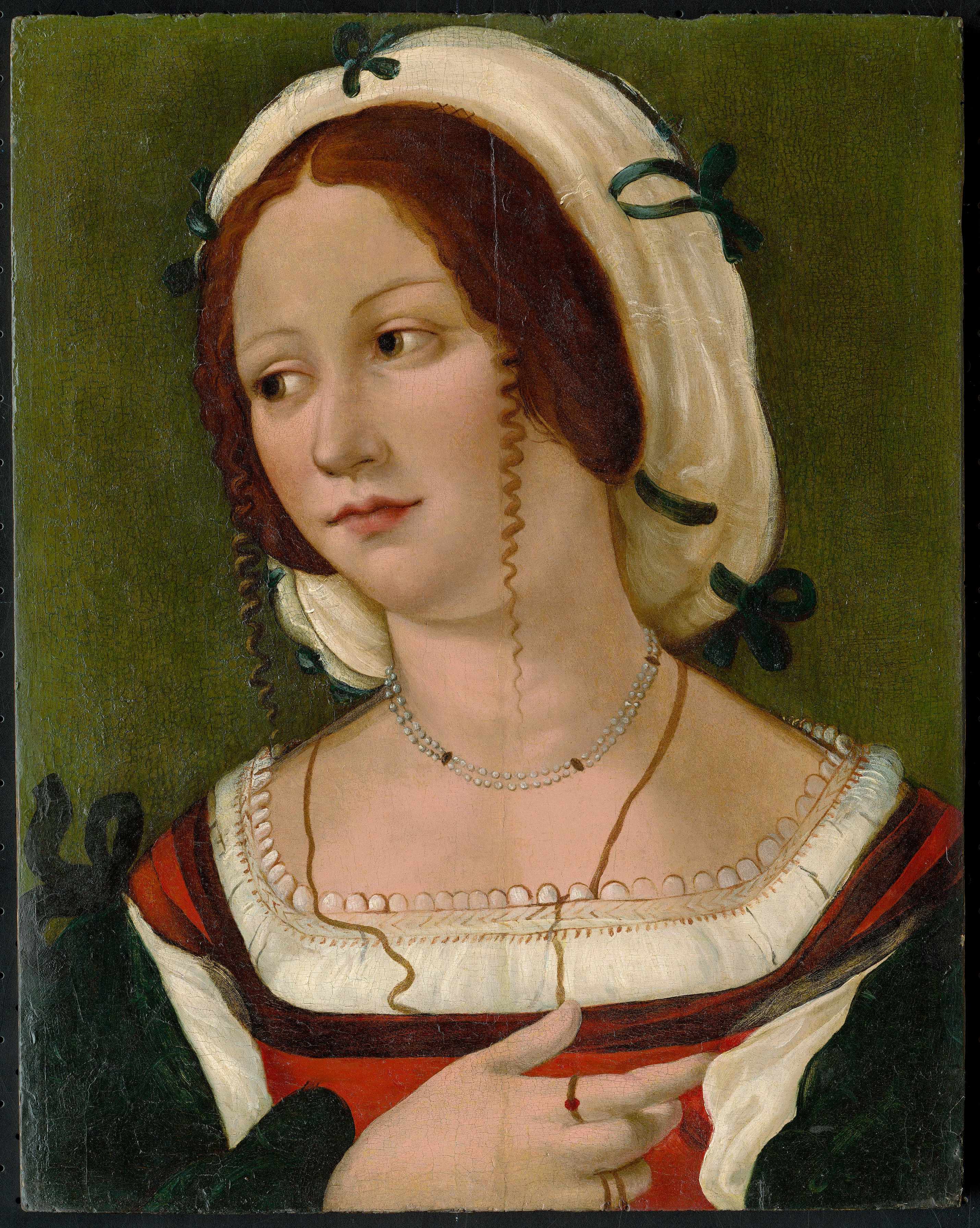
Probabilmente ritratto di Isabella d'Este, attribuito a Francesco Francia, 1511

- Francesco Francia (1447-1517)
- Lorenzo Costa (1460-1535)

### 1501-1600
- Amico Aspertini (1474-1552)
- Girolamo da Treviso (1497-1544)

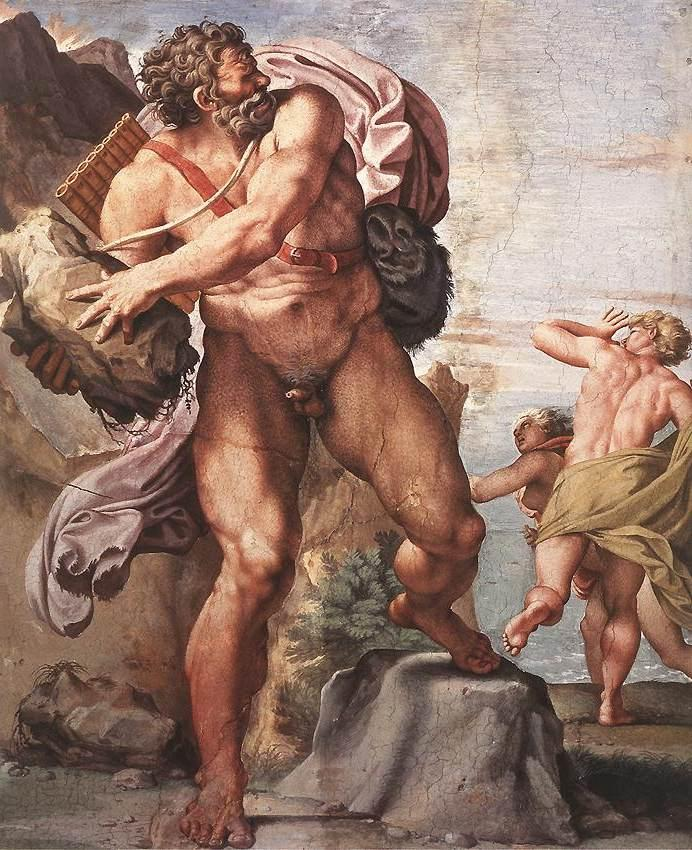
Annibale Caracci - Polifemo

- Pier Maria Pennacchi (1464 - prima del 1515)
- Girolamo da Carpi (1501-1556)
- Denijs Calvaert (1540-1619)
- Pietro Faccini (1552-1614)
- Prospero Fontana (1512-1597)
- Lavinia Fontana (1552-1614)
- Giovanni Francesco Bezzi (Nosadella) (1530-1571)
- Bartolomeo Passerotti (1529-1592)
- Bartolomeo Cesi (1556-1629)
- Annibale Carracci (1560-1609)
- Ludovico Carracci (1555-1619)
- Agostino Carracci (1557-1602)
- Carlo Bononi (1569- c.1632)
- Giovanni Andrea Donducci (il Mastelletta) (1575-1655)
- Sisto Badalocchio (1581-c.1647)
- Camillo Procaccini (1561-1629)
- Domenico Tibaldi (1541-1583)
- Bartolomeo Ramenghi (1484-1542)
- Giovanni Battista Ramenghi (1521-1601)

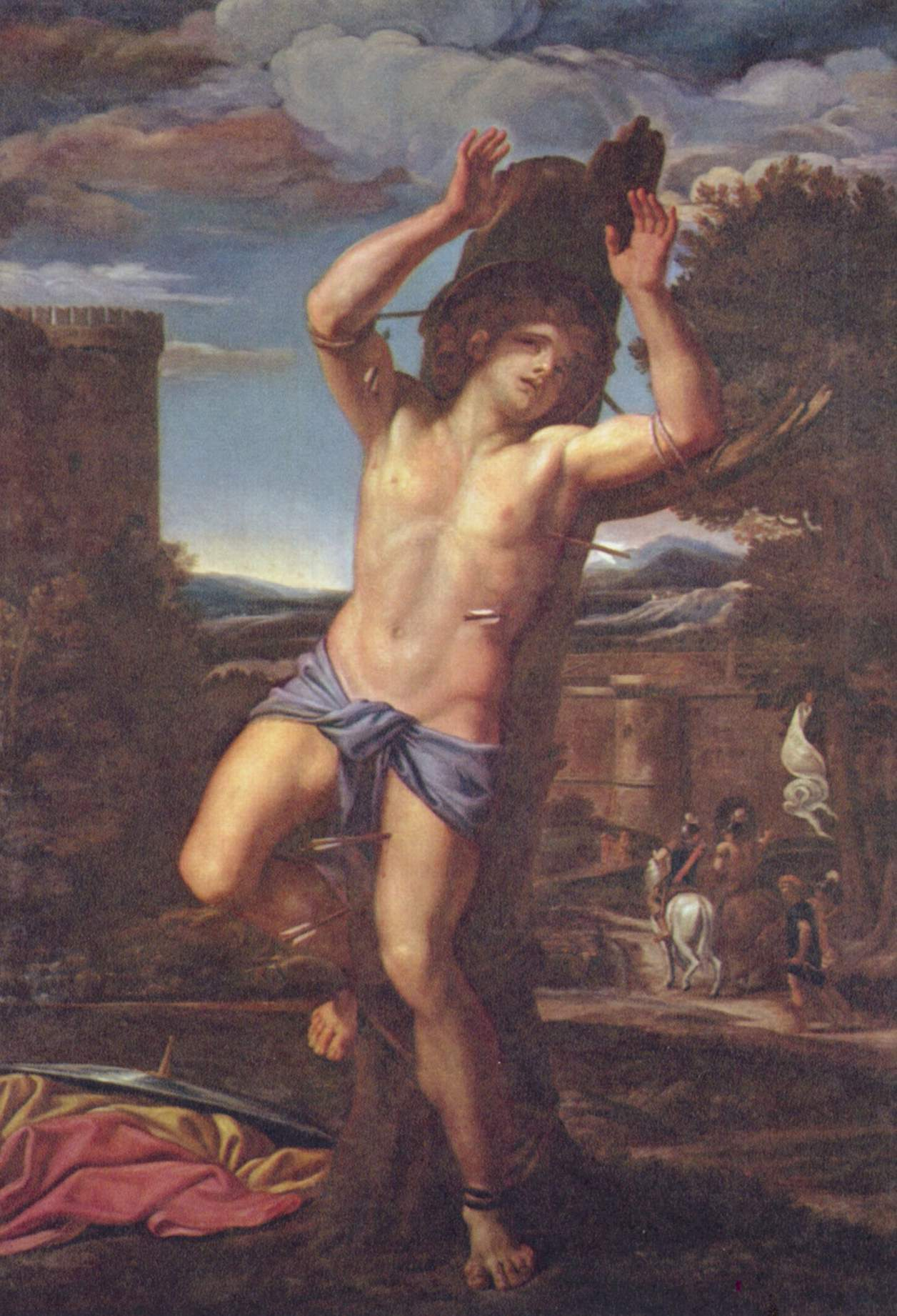
Domenichino - San Sebastiano

### 1601-1650
- Domenico Ambrogi (c. 1600-1678)
- Benedetto Gennari (1633-1715)
- Guido Reni (1575-1642)
- Domenichino (1581-1641)
- Francesco Albani (1578-1660)

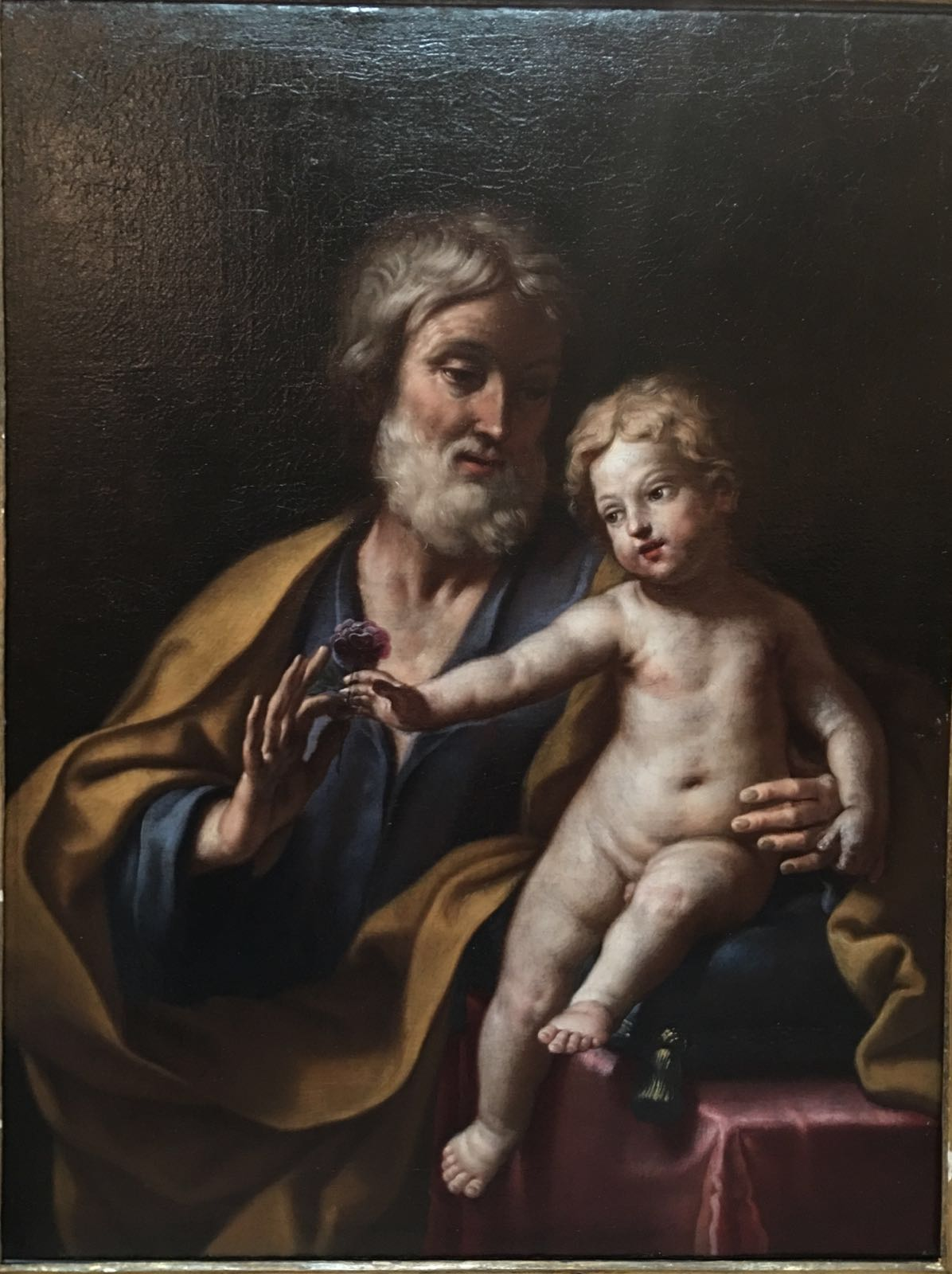
Elisabetta Sirani (Bologna, 1638-1665), San Giuseppe e Gesù bambino, c. 1662.

- Giovanni Francesco Barbieri (il Guercino) (1591-1666)
- Lionello Spada (1576-1622)
- Lucio Massari (1569-1633)
- Giacomo Cavedone (1577-1660)
- Bartolomeo Schedoni (1578-1615)
- Francesco Gessi (1558-1649)
- Simone Cantarini (Il Pesarese) (1612-1648)
- Carlo Cignani (1628-1719)
- Giovanni Antonio Burrini (1656-1727)
- Giovanni Gioseffo dal Sole (1654-1719)
- Lorenzo Pasinelli (1629-1700)
- Elisabetta Sirani (1638-1665)
- Marcantonio Franceschini (1648-1729)
- Guido Cagnacci (1601-1663)
- Lorenzo Garbieri (1580-1654)
- Domenico Maria Canuti (1620-1660)
- Angelo Michele Colonna (1604-1687)
- Agostino Mitelli (1609-1660)
- Giovanni Maria Galli Bibbiena (1625-1665)
- Alessandro Tiarini (1577-1668)
- Giovanni Andrea Donducci (il Mastelletta) (1575-1655)
- Flaminio Torri (1620-1661)
- Benedetto Zalone (1595-1644)
- Aureliano Milani (1675-1749)

### 1650-1850
- Giuseppe Maria Crespi (1665-1747)
- Donato Creti (1671-1749)
- Giuseppe Marchesi (il Sansone) (1699-1771)
- Giuseppe Gioacchino Barozzi (?-1780)
- Ubaldo Gandolfi (1728-1781)
- Gaetano Gandolfi (1734-1802)
- Serafino Barozzi (?-1810)
- Clementina Gandolfi (1795 – 1848)

### 1850-1960 (circa) I paesaggisti[3][4]
- Luigi Bertelli (1833-1916)
- Alessandro Scorzoni (1858-1933)
- Flavio Bertelli (1865-1941)

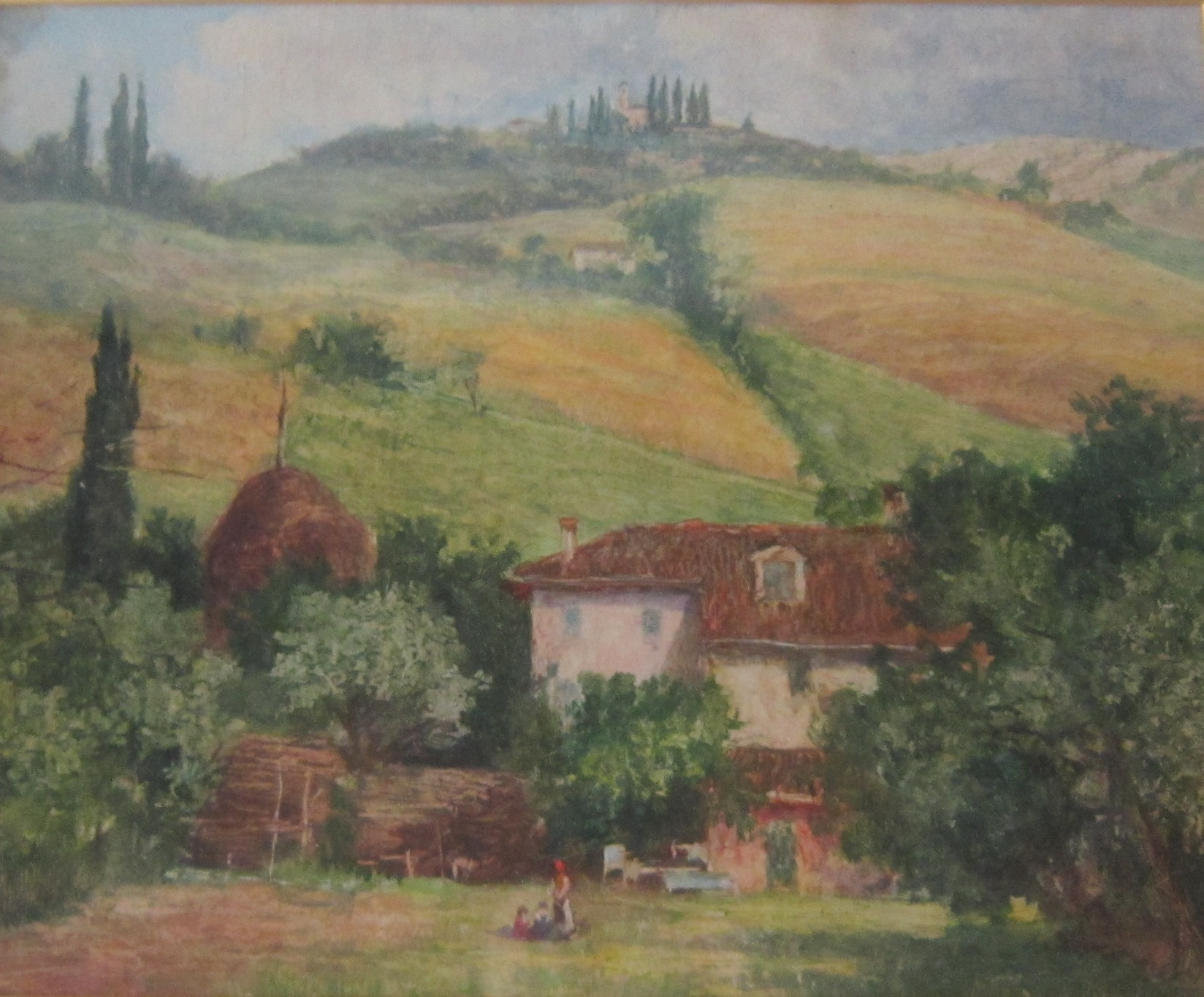
Colline bolognesi, 1929, olio su tavola, 30 x 37 cm, Giovanni Secchi (1876-1950)

- Giovanni Secchi (1876-1950)
- Guglielmo Pizzirani (1886-1971)
- Garzia Fioresi (1888-1968)[5]
- Antonino Sartini (1889-1954)
- Gino Marzocchi (1895-1981)